# Eueides lineata
Eueides lineata är en fjärilsart som beskrevs av Osbert Salvin och Frederick DuCane Godman 1868. Eueides lineata ingår i släktet Eueides och familjen praktfjärilar. Inga underarter finns listade i Catalogue of Life.